# Claudell Washington
Claudell Washington (Los Angeles, 31 de agosto de 1954 – São Francisco, 10 de junho de 2020) foi um beisebolista norte-americano que atuou pelo Oakland Athletics (1974–76), Texas Rangers (1977–78), Chicago White Sox (1978–80), New York Mets (1980), Atlanta Braves (1981–86), New York Yankees (1987–88, 1990) e California Angels (1989–90). Ele lançava e rebatia com a mão esquerda.
Foi vencedor do World Series com Oakland em 1974. Aposentou-se após a temporada de 1990, no Yankees. Terminou sua carreira com um total de 164 home runs, 312 stolen bases re uma média de rebatidas de 0,278.
Washington foi o jogador que rebateu a bola apanhada pelo personagem principal Ferris, no filme Curtindo a Vida Adoidado, quando jogava pelo Braves, em partida no ano de 1985 contra o Chicago Cubs.
Morreu no dia 10 de junho de 2020, aos 65 anos, de câncer de próstata.